# Drepanosticta sundana
Drepanosticta sundana – gatunek ważki z rodziny Platystictidae.